# Giovani delinquenti

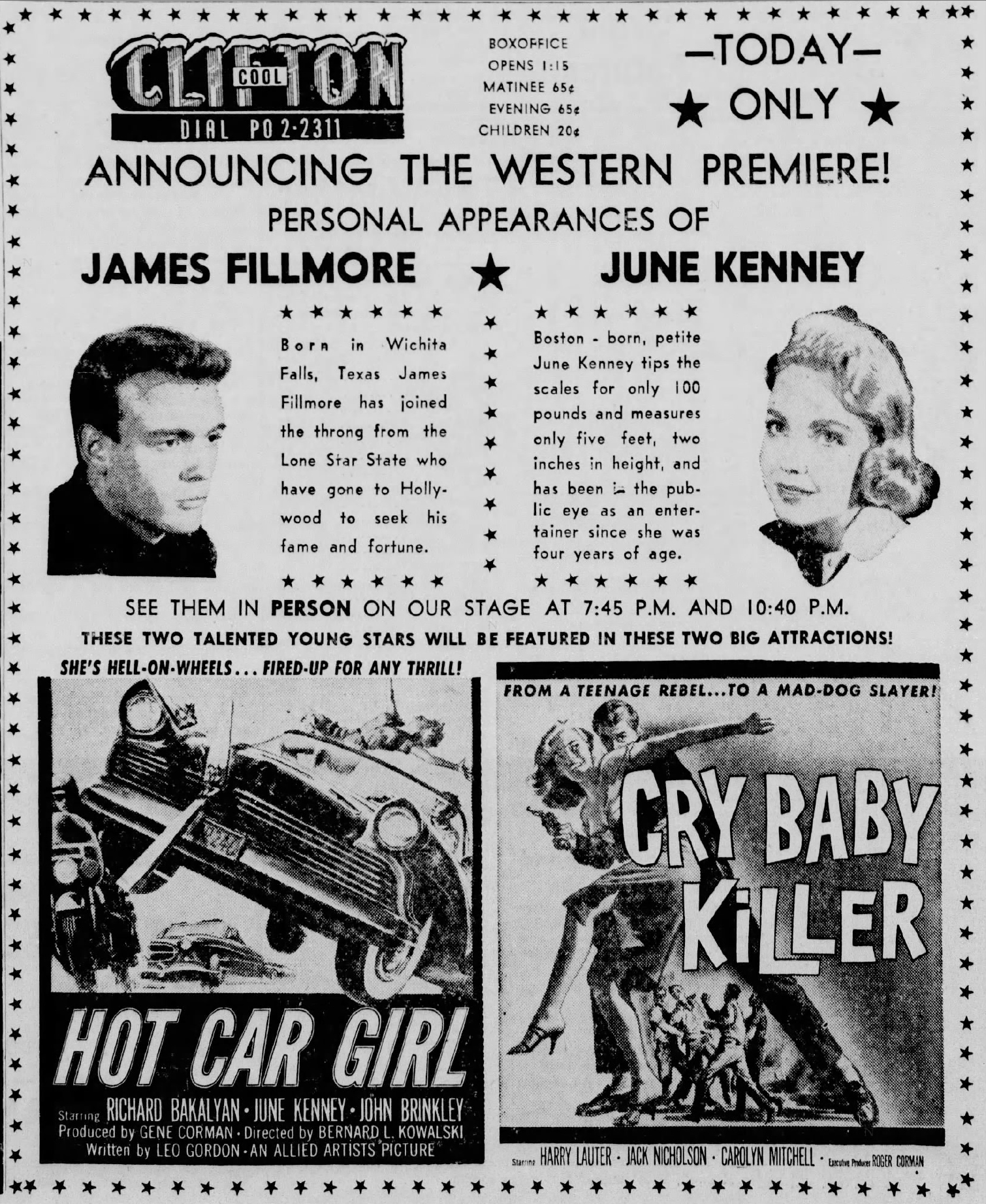
Pubblicità di Hot Car Girl e Cry Baby Killer per la doppia proiezione del 6 giugno 1958 al Clifton Theater di Lubbock, Texas

Giovani delinquenti (Hot Car Girl) è un film statunitense del 1958 diretto da Bernard L. Kowalski.

## Trama
Il ladro di automobili Walter Duke Willis, vive di furti insieme al suo "collega" Freddy. Nel corso di una gara automobilistica clandestina, causa un incidente in cui muore un agente di polizia e scappa via lasciando sul posto Janice che viene arrestata, La fidanzata di Walter, Peg, tenta di convincere Janice a non rivelare chi era alla guida ma allo stesso tempo cerca di far costituire Walter per vederlo dalla parte della giustizia per almeno una volta nella vita. Dopo il rifiuto di Janice, Walter la uccide e scappa con Peg coinvolgendola in una rocambolesca fuga, con tanto di rapine lungo la strada, fino a quando resta in trappola in una cava con la polizia alle calcagna che tenta un'imboscata.

## Produzione
Il film fu prodotto dalla Santa Cruz Productions, girato nel 1958, diretto da Bernard L. Kowalski e prodotto dai fratelli Gene e Roger Corman. Corman fu anche produttore esecutivo e apparve in un cameo nel ruolo di un poliziotto. La produzione può considerarsi un film d'exploitation adolescenziale.

## Distribuzione
Fu distribuito dalla Allied Artists. Alcune delle uscite internazionali sono state:
- 17 agosto 1958 negli Stati Uniti (Hot Car Girl)
- 1960 in Italia (Giovani delinquenti)

## Promozione
La tagline, apparsa sul manifesto promozionale, è: "She's Hell-on-Wheels... fired up for any thrill!".

## Critica
Secondo Segnalazioni Cinematografiche il film si rifà al già ampiamente trattato filone della criminalità di strada giovanile senza apportare nulla di nuovo o originale al tema. La storia risulta particolarmente "monotona" mentre "lo studio psicologico dei personaggi è superficiale e neppure nell'ambientazione si sono raggiunti risultati apprezzabili".